# Pusztaújfalu
Pusztaújfalu románul: Pustuța, falu Romániában, Erdélyben, Kolozs megyében.

## Fekvése
Csákigorbótól délkeletre fekvő település.

## Története
Pusztaújfalu nevét 1499-ben említette először oklevél Wyfalw néven.
Későbbi névváltozatai: 1507-ben Wyfalw, 1617-ben Alpret-Wyfalu, 1659-ben Kis-Ujfalu, 1784-ben Puszta-Ujfalu, 1830-ban románul: Pusztutzá, 1913-ban Pusztaújfalu.
1507-ben mint Alparét tartozékaként említették, birtokosai ekkor a nádasdi Ongor család tagjai voltak, majd mikor nádasdi Ongor János fiai János és Miklós örökös nélkül maradtak, a Szobi Mihálylyal kötött kölcsönös örökösödési szerződésük alapján, a király adományából Szobi Péter fiára Mihályra szállt.
1594-ben Báthory Zsigmond fejedelem radnóthi Kendy Ferencnek itteni részét, annak hűtlensége miatt tőle elvette és Hallerkői Haller Gábornak adta.
1602-ben itteni birtokos Kornis Boldizsár, kinek birtokát Básta minden dúlás ellen biztositotta. 1617-ben is a Kornis család tagjaié volt.
1706-ban e faluról írták, hogy igen régen elpusztult és határát a szomszéd falvak lakosai művelik; birtokosa ekkor Haller György volt.
1784-ben gróf Kornis Zsigmond és neje gr. Haller Anna halálával e községnek fele részén gyermekei Gábor, Imre, Ignácz, Anna, Klára, Kata megosztoztak. A másik fele rész birtokosa: gr. Haller János.
1820-ban birtokosai: gr. Haller Jánosné gr. Nemes Anna örökösei és gróf Kornis Imre.
A trianoni békeszerződés előtt Szolnok-Doboka vármegye Csákigorbói járásához tartozott.
1910-ben 192 lakosából 3 német, 188 román volt. Ebből 188 görögkatolikus, 3 izraelita volt.
Mivel Pusztaújfalu a hadi útba esett, többször elpusztult, így a 17. században is. Hogy őslakosai kik voltak, nem tudjuk, mostani lakói nagyrészt románok. A 17. században pusztán állt és határa huzamos időn át Gyurkapatakához tartozott, és Kolozsvár város birtoka volt, annak leírásában Ujfalu vagy Lapupataka néven említették.

## Források

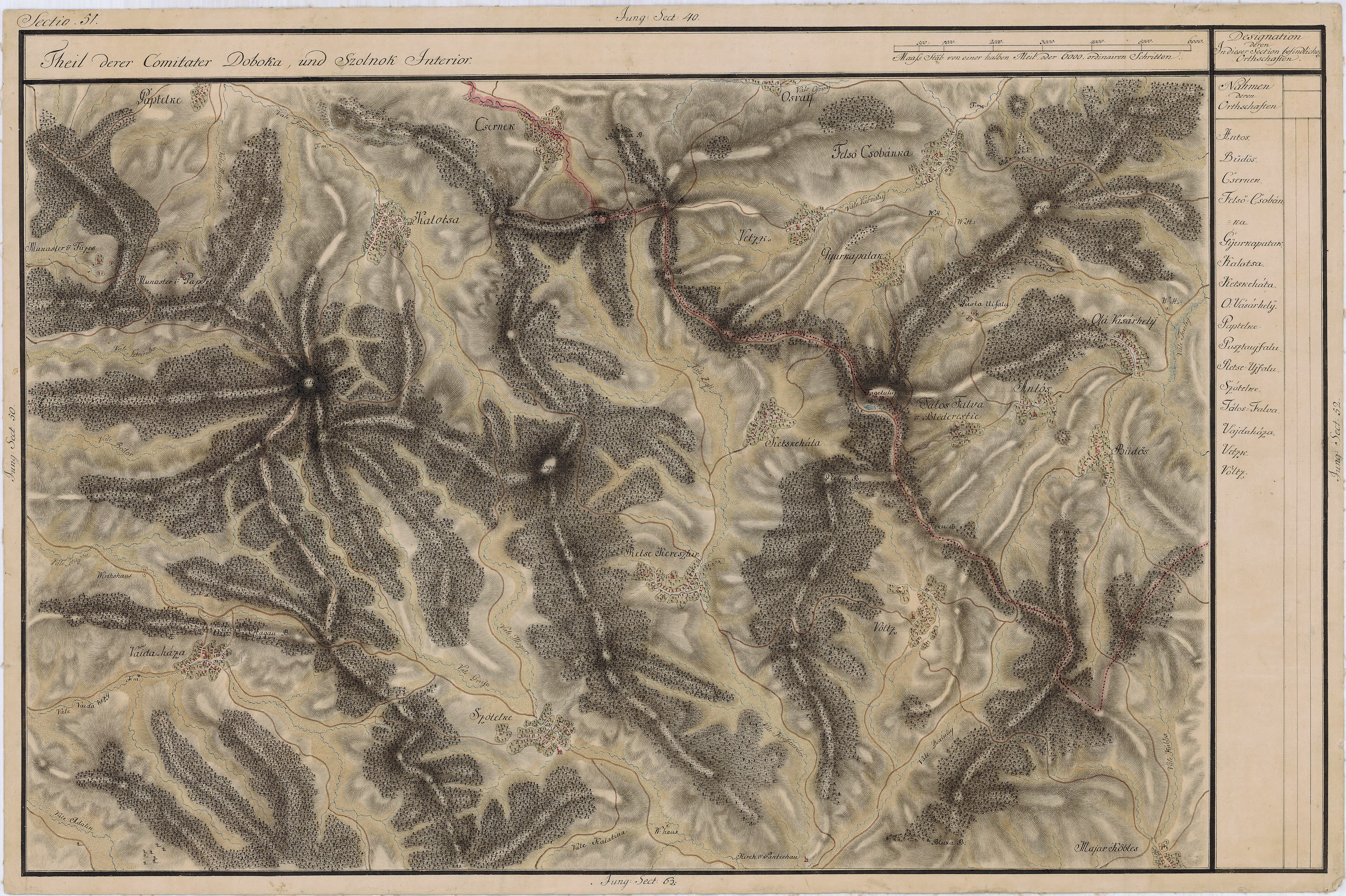
Pusztaújfalu egy régi, az 1700-as évekből való térképen